# La película (película de 2023)
La película es una película independiente de comedia mexicana de 2023 escrita, coproducida, editada y dirigida por Max del Río en su debut como director. Protagonizada por Martín Méndez y Asaf Berrón. Es el primer largometraje realizado íntegramente en el estado de Campeche, México.

## Sinopsis
Tomás y Paco son muy buenos amigos que tienen el sueño de ser cineastas reconocidos, pero sólo hacen cortometrajes de bajo presupuesto que nadie ve. Ante esto, y que Tomás siente que su futuro es incierto, se propone filmar el primer largometraje en su estado, Campeche, esperando ganar tanto en festivales de cine, como dinero, amor y respeto de sus seres queridos. En el proceso, pondrá en peligro su amistad con Paco, quien es su único verdadero amigo y colaborador.

## Reparto
- Martín Méndez como Tomás Cruz
- Asaf Berrón como Paco
- Jorge Castro Realpozo como El papá de Tomás
- Addy Arceo como Nora
- Hernán Castelot como Lucio / Ixtli
- Francisco Elox como Peluca
- Juan Amaro como Jean Paul

## Lanzamiento
Tuvo su estreno mundial el 20 de mayo de 2023 en 7.° edición del Festival Internacional de Cine y Comedia 24 Risas por Segundo, luego tuvo un estreno limitado en cines el 12 de septiembre de 2024 en México.

## Reconocimientos
| Año  | Premio / Festival                                                 | Categoría          | Receptor    | Resultado | Referencia |
| ---- | ----------------------------------------------------------------- | ------------------ | ----------- | --------- | ---------- |
| 2023 | VII Festival Internacional de Cine y Comedia 24 Risas por Segundo | Premio del público | La película | Ganadora  | [ 2 ]      |